# Marie Darrieussecq
Marie Darrieussecq (Baiona, 3 de janeiro de 1969) é uma escritora e psicanalista francesa.
Doutora em Literatura, foi professora da Universidade de Lille mas abandonou a carreira acadêmica após o sucesso do seu romance de estreia, Truismes (no Brasil, Porcarias), lançado em 1996. O livro, que conta a história de uma mulher que se transforma numa porca, foi traduzido para 20 línguas e lançado em 29 países.
Darrieussecq prosseguiu escrevendo sobre mulheres, dando especial atenção às relações entre mães e filhas.
Em 1998, foi acusada de plágio pela escritora Marie NDiaye, que viu em Naissance des fantômes semelhanças com seus livros Un temps de saison e La sorcière.

## Obras
- 1996: Truismes, P.O.L
- 1998: Naissance des fantômes, P.O.L
- 1999: Le Mal de mer, P.O.L
- 1999: Précisions sur les vagues, P.O.L
- 2001: Bref séjour chez les vivants, P.O.L
- 2002: Le Bébé, P.O.L
- 2003: White
- 2003: Simulatrix, Les Inrockuptibles
- 2004: Claire dans la forêt seguido de Penthésilée, premier combat, éd. des femmes
- 2005: Le Pays, P.O.L
- 2007: Tom est mort, P.O.L
- 2007: Mrs Ombrella et les musées du désert, éd. Scali
- 2008: Péronille la chevalière, Albin Michel Jeunesse
- 2011: Clèves, P.O.L
- 2013: Il faut beaucoup aimer les hommes, P.O.L
- 2016: Être ici est une splendeur: Vie de Paula M. Becker
- 2017: Nôtre vie dans les forêts

### Não-ficção
- 2010:  Rapport de police. Accusations de plagiat et autres modes de surveillance de la fiction, P.O.L